# Nickelodeon Kids' Choice Awards (Italia)
La Nickelodeon Kids' Choice Awards (nella prima edizione Il premio dei ragazzi) è stata una manifestazione organizzata dall'emittente televisiva Nickelodeon, volta a celebrare il meglio dell'anno nella musica, nel cinema, nella televisione e nello sport. Si sono tenute tre edizioni, tutte ospitate a Milano e trasmesse in seguito su Nickelodeon. Negli anni è stato condotto da: Mago Forrest, Ambra Angiolini, Francesco Facchinetti, il Trio Medusa ed Elisabetta Canalis.

## Edizioni, vincitori e candidati

### Kids' Choice Awards - Il premio dei ragazzi (2006)
La 1ª edizione dei Nickelodeon Kids' Choice Awards Italia (Kids' Choice Awards - Il premio dei ragazzi), si è tenuta nel 2006 al Palalido di Milano ed è stata trasmessa su Nickelodeon il 4 dicembre 2006. La cerimonia è stata presentata dal Mago Forest e Ambra Angiolini.
In ogni edizione, lo show è stato accompagnato da una sigla tratta da un brano di successo di uno degli ospiti della serata, per l'occasione con un testo completamente a tema con la cerimonia. Nel 2006 gli autori sono stati i Finley con il brano Runaway.
I vincitori sono evidenziati in grassetto, a seguire i candidati.
Miglior cartone animato
- SpongeBob
- Due Fantagenitori
- Phineas e Ferb
- I Simpsons

Miglior personaggio TV
- Fiorello
- Claudio Bisio
- Michelle Hunziker
- Giovanni Muciaccia

Miglior programma TV
- Zelig
- Amici di Maria De Filippi
- Camera Café
- Striscia la notizia

Miglior programma per ragazzi
- Art Attack
- Screensaver
- SmackDown
- Stranick

Miglior telefilm
- Una mamma per amica
- La vita secondo Jim
- The O.C.
- Zoey 101

Miglior film
- Harry Potter e il calice di fuoco
- Le cronache di Narnia - Il leone, la strega e l'armadio
- Madagascar
- Shrek 2

Miglior cantante italiano
- Laura Pausini
- Tiziano Ferro
- Mondo Marcio
- Eros Ramazzotti

Miglior gruppo italiano
- Gemelli DiVersi
- Articolo 31
- Le Vibrazioni
- Negramaro

Miglior cantante/gruppo internazionale
- Hilary Duff
- Jesse McCartney
- Green Day
- Robbie Williams

Miglior sportivo
- Kaká
- John Cena
- Valentino Rossi
- Francesco Totti

Miglior libro
- Secondo viaggio nel regno della fantasia - Alla ricerca della felicità
- Harry Potter e il principe mezzosangue
- Il Signore degli Anelli
- Le cronache di Narnia

Miglior videogioco
- The Sims 2
- FIFA Street 2
- Need for Speed: Most Wanted
- Pro Evolution Soccer 5

### Nickelodeon Kids' Choice Awards Italia 2007
La 2ª edizione dei Nickelodeon Kids' Choice Awards Italia, si è tenuta nel 2007 all'East End Studios di Milano. La cerimonia è stata presentata dal Trio Medusa e da Elisabetta Canalis.
In ogni edizione, lo show è stato accompagnato da una sigla tratta da un brano di successo di uno degli ospiti della serata, per l'occasione con un testo completamente a tema con la cerimonia. Nel 2007 i Gemelli DiVersi con il successo Istruzioni per l'(ill)uso.
I vincitori sono evidenziati in grassetto, a seguire i candidati.
Tormentone dell'Anno (in collaborazione con TRL di MTV Italia)
- Finley - Adrenalina
- Irene Grandi - Bruci la città
- Negramaro - Parlami d'amore
- Max Pezzali - Torno subito

Miglior Cartone Animato
- SpongeBob
- Dragon Ball
- Winx Club
- I Simpson

Miglior Personaggio TV
- Ezio Greggio e Enzo Iacchetti
- Teo Mammucari
- Michelle Hunziker
- Ilary Blasi

Miglior Programma TV
- Amici di Maria De Filippi
- Scherzi a parte
- Striscia la notizia
- Le Iene

Miglior Programma per Ragazzi
- School in Action
- GT Ragazzi
- Art Attack
- WWE SmackDown

Miglior telefilm
- Quelli dell'intervallo
- Ned - Scuola di sopravvivenza
- Zack e Cody al Grand Hotel
- Un medico in famiglia

Miglior film
- High School Musical
- Shrek terzo
- Ho voglia di te
- Harry Potter e l'Ordine della Fenice

Miglior cantante italiano
- Laura Pausini
- Fabri Fibra
- Elisa
- Tiziano Ferro

Miglior gruppo italiano
- Finley
- Negramaro
- Zero Assoluto
- Gemelli DiVersi

Miglior cantante/gruppo internazionale
- Hilary Duff
- Green Day
- Justin Timberlake
- Avril Lavigne

Miglior sportivo
- Gianluigi Buffon
- Gennaro Gattuso
- Francesco Totti
- Valentino Rossi

Miglior libro
- Harry Potter e i Doni della Morte
- Geronimo Stilton
- Le cronache di Narnia
- Ho Voglia di Te

Miglior videogioco
- The Sims 2
- Pokémon Diamante e Perla
- Spiderman 3
- FIFA 07

Miglior band dell'anno
- Tokio Hotel

### Nickelodeon Kids' Choice Awards Italia 2008
La 3ª edizione dei Nickelodeon Kids' Choice Awards Italia, si è tenuta nel 2008 al Palalido di Milano. La cerimonia è stata presentata da Francesco Facchinetti.
In ogni edizione, lo show è stato accompagnato da una sigla tratta da un brano di successo di uno degli ospiti della serata, per l'occasione con un testo completamente a tema con la cerimonia. Nel 2008 i Sonohra con l'hit Love Show.
I vincitori sono evidenziati in grassetto, a seguire i candidati.
Miglior personaggio
- Mago Forest
- Fiorello
- Michelle Hunziker
- Alessia Marcuzzi

Miglior cartone animato
- I Simpson
- Due fantagenitori
- Spongebob
- Tom & Jerry

Miglior film d'animazione
- Kung Fu Panda
- Bee Movie
- Ortone e il mondo dei Chi
- Ratatouille

Miglior programma TV
- Amici di Maria De Filippi
- Camp Orange
- Le Iene
- Striscia la notizia

Miglior film
- Le cronache di Narnia - Il principe Caspian
- Due sballati al college
- Io sono leggenda
- Spiderwick - Le cronache

Miglior telefilm
- I Cesaroni
- Hannah Montana
- Ned - Scuola di sopravvivenza
- Zack e Cody al Grand Hotel

Miglior Band
- Finley
- Jonas Brothers
- Melody Fall
- Sonohra

Miglior Cantante Donna
- Avril Lavigne
- Miley Cyrus/Hannah Montana
- Laura Pausini
- Rihanna

Miglior Cantante Uomo
- Tiziano Ferro
- Jovanotti
- Jesse McCartney
- Mika

Miglior Sportivo
- Carolina Kostner
- Andrew Howe
- Marco Materazzi
- Alexandre Pato

Miglior Videogioco
- Mario Kart Wii
- LEGO Indiana Jones: Le avventure originali
- PES 2008
- Spongebob Squarepants Underpants Slam!

Miglior Libro
- Scusa ma ti chiamo amore (romanzo)
- A un passo dal sogno
- Il diario di Cathy
- Ortone e i Piccoli Chi!

Tormentone dell'anno
- Sonohra - Love Show
- Jonas Brothers - S.O.S.
- Lost - Standby
- Tokio Hotel - Ready, Set, Go!

Premio speciale miglior rivelazione dell'anno
- Miranda Cosgrove

Premio speciale per la difesa dell'ambiente
- Jovanotti